# Đại chiến lược
Đại chiến lược hay chiến lược quốc gia, hay chiến lược tổng thể quốc gia là cấp độ cao nhất của khoa học chiến lược, trọng tâm là các định hướng phát triển ở tầm mức quốc gia, về tổng thể vạch ra những đường lối chiến lược ở tầm mức vĩ mô cho một đất nước, về từng phương diện chính trị, kinh tế, quân sự,... chỉ ra phương hướng phát triển cụ thể, đồng thời bao gồm các mối liên hệ giữa những phương diện. Đại chiến lược hướng đến mục đích phát triển và an ninh.
Đại chiến lược được quan tâm sâu rộng bởi các học giả Trung Quốc, đại diện là Thái Thác, Hồ An Cương. Các vấn đề đại chiến lược căn bản của Trung Quốc bao gồm: cải cách mở cửa, tiếp nhận xu thế toàn cầu hóa, lấy khoa học và công nghệ làm động lực,...

## Định nghĩa
Chiến lược quốc gia được định nghĩa là "nghệ thuật xây dựng sức mạnh quốc gia bằng cách tạo ra và sử dụng các điều kiện thuận lợi để đạt được cơ hội thành công lớn nhất và những tác động có lợi trong việc theo đuổi các mục tiêu quốc gia".

## Các khía cạnh của đại chiến lược
- Liên quan đến việc tính toán và sử dụng nguồn lực sẵn có nhằm thúc đẩy phát triển mọi mặt quốc gia. Phân phối, áp dụng từng nguồn lực phù hợp cho mỗi lĩnh vực nhưng vẫn đảm bảo gắn kết các mối liên hệ giữa những phương diện đó, nhằm phát triển một cách toàn diện.
- Đẩy mạnh các mối quan hệ quốc tế không chỉ liên minh quân sự mà bao gồm kinh tế,... Thúc đẩy ký kết các hợp đồng, tạo lập đối tác chiến lược và đối tác chiến lược toàn diện.
- Hướng đến việc tạo dựng, duy trì và thúc đẩy các mối quan hệ quốc tế một cách lâu dài và ổn định.
- Điều chỉnh việc sử dụng các ưu thế trên các lĩnh vực khác nhau, tránh chiến tranh, tránh gây thiệt hại cho trạng thái hòa bình vì sự an toàn và thịnh vượng của quốc gia.[5]
- Đại chiến lược nhất quán và ổn định[6] trong một thời gian dài được xác định,[2] mặc dù từng lĩnh vực có thể có những biến động và vì vậy cần thay đổi để thích nghi. Như việc phải đối mặt với những cuộc khủng hoảng kinh tế khu vực hay khủng hoảng kinh tế toàn cầu.
- Đại chiến lược có hướng ưu tiên, đặc biệt khi nguồn lực sẵn có của quốc gia ít ỏi.

## Mục tiêu
Mục tiêu của đại chiến lược là tâm điểm mục tiêu của các chiến lược từng lĩnh vực cụ thể: chính trị, quốc phòng, kinh tế, công nghệ,...Hướng đến thịnh vượng và an ninh là mục tiêu mà mọi quốc gia đều theo đuổi. Các mục tiêu mà nó đề ra chi phối mọi công cụ quốc gia, mọi nguồn lực mà nó sẽ sử dụng để đầu tư phát triển. Đại chiến lược phụ thuộc tình hình thế giới và tình hình khu vực, cũng như tình hình nội tại quốc gia. Việc xây dựng đại chiến lược trên nền tảng chính trị dù có khác biệt đến mấy, bao gồm các quan niệm chính trị khác biệt nhau giữa các nước đều không xa rời mục tiêu lợi ích quốc gia.

## Các yếu tố ảnh hưởng
Việc hoạch định đại chiến lược cho quốc gia phụ thuộc vào những điều kiện hiện tại, những nguồn lực sẵn có của quốc gia:
- Các yếu tố lợi thế hay bất lợi của vị trí địa lý: gần biển hay không có biển, gần những khu vực rộng lớn nhiều quốc gia và đông đúc dân cư hay không ?, gần những trung tâm kinh tế lớn (như Mỹ, Tây Âu,...) hay không ?, có gần những đường giao thông quốc tế quan trọng hay không ? (như các tuyến hàng hải thương mại).
- Các yếu tố về địa hình và cảnh quan tự nhiên cụ thể, ảnh hưởng của chúng đến hoạt động sản xuất và tổ chức phòng thủ quân sự.
- Độ rộng của lãnh thổ cũng như phạm vi chủ quyền lãnh hải, vùng đặc quyền kinh tế: yếu tố cho phép truy cập vào những nguồn tài nguyên và lợi thế không gian cho quân sự. Ngoại lệ, nhiều quốc gia Trung Đông tuy có diện tích nhỏ nhưng rất giàu có về tài nguyên dầu mỏ và khí đốt.
- Chính trị:[8] cấu trúc chính trị của quốc gia, hiệu quả trong hoạt động của bộ máy nhà nước, sự linh hoạt của cơ chế quản lý và sự năng động thích ứng của các chính sách, sự tinh giảm gọn nhẹ và chất lượng nhân sự, tính ổn định của an ninh nội bộ.
- Nền tảng kinh tế[8] sẵn có: như Việt Nam có nhiều lợi thế về nông nghiệp, đất đai màu mỡ, nông sản trù phú, sự phát triển toàn diện vẫn phải đặt trên nền tảng của nông nghiệp là một ưu tiên, khai thác lợi thế sẵn có. Trước khi chuyển dịch sang lĩnh vực kinh tế khác, dù có đa dạng theo hướng nào đi nữa, những lợi thế sẵn có không nên bỏ qua.
- Các yếu tố an ninh liên quan địa-chính trị của quốc gia: các chính sách hòa bình với các nước, đặc biệt là quốc gia láng giềng, các thù hận lịch sử giữa những nước tiếp giáp nhau luôn gây ra các cản trở trong quan hệ. Như quan hệ giữa Trung Quốc và Hàn Quốc với Nhật Bản.

## Lịch sử
Đại chiến lược ảnh hưởng trực tiếp đến chính sách chiến lược từng phương diện cụ thể. Điển hình, vương quốc Anh từ sau chiến tranh Napoleon đã thực thi chính sách "cô lập vinh quang", dựa vào vị trí Anh là một hòn đảo, có khả năng bảo đảm an toàn trước những cuộc chiến tranh từ lục địa, chính sách an ninh của Anh là tránh các xung đột giữa các nước châu Âu, đứng ngoài các vấn đề đó. Vì vậy, đại chiến lược này ảnh hưởng trước hết đến chiến lược quốc phòng của Anh, nước Anh tập trung ưu tiên phát triển hải quân để có thể bảo vệ hòn đảo chính quốc của mình. Các chính sách đối ngoại cũng ảnh hưởng theo đó trong việc tìm kiếm đồng minh phù hợp để cân bằng với các nước bất hảo trên lục địa, qua đó Anh chi tiền để củng cố đồng minh, giữ cho cán cân quyền lực lục địa châu Âu luôn được cân bằng.
Một ví dụ khác về "đại chiến lược" hiện đại là quyết định của phe Đồng minh trong Thế Chiến II tập trung vào đánh bại Đức trước tiên. Quyết định này là một thỏa thuận chung được thực hiện sau vụ tấn công Trân Châu Cảng (1941) đã kéo Hoa Kỳ vào chiến tranh. Điều hợp lý Đức là thành viên mạnh nhất của phe Trục, trực tiếp đe dọa sự tồn tại của Anh và Liên Xô. Ngược lại, trong khi các cuộc xâm chiếm của Nhật Bản hầu hết ở các vùng thuộc địa được coi là ít cần thiết hơn, điều này được nhìn nhận bởi các nhà lập kế hoạch và các nhà hoạch định chính sách của Đồng minh. Các chi tiết cụ thể của chiến lược quân sự của phe Đồng minh trong Chiến tranh Thái Bình Dương do đó được định hình bởi các nguồn lực ít hơn cung cấp cho mặt trận này.

### Tạp chí
- Nina Silove (2018). "Beyond the Buzzword: The Three Meanings of "Grand Strategy"". Security Studies. Quyển 27. tr. 27–57. doi:10.1080/09636412.2017.1360073. S2CID 148878803.